# 10210 Nathues
10210 Nathues è un asteroide della fascia principale. Scoperto nel 1997, presenta un'orbita caratterizzata da un semiasse maggiore pari a 2,4774325 UA e da un'eccentricità di 0,0918404, inclinata di 5,89366° rispetto all'eclittica.
L'asteroide è dedicato al geofisico tedesco Andreas Nathues.